# Okręg wyborczy Chester-le-Street
Okręg wyborczy Chester-le-Street powstał w 1885 r. i wysyłał do brytyjskiej Izby Gmin jednego deputowanego. Okręg obejmował miasto Chester-le-Street w hrabstwie Durham. Został zlikwidowany w 1983 r.

## Deputowani do brytyjskiej Izby Gmin z okręgu Chester-le-Street
- 1885-1906: James Joicey, Partia Liberalna
- 1906-1919: John Wilkinson Taylor, Partia Pracy
- 1919-1950: Jack Lawson, Partia Pracy
- 1950-1956: Patrick Bartley, Partia Pracy
- 1956-1973: Norman Pentland, Partia Pracy
- 1973-1983: Giles Radice, Partia Pracy